# 50739 Gracecook
50739 Gracecook este o planetă minoră (asteroid), cu un diametru de 4,753 km, din centura de asteroizi. A fost descoperită pe 11 martie 2000 la Catalina Station⁠(d) de Catalina Sky Survey. 
Obiectul prezintă o orbită caracterizată de o semiaxă mare de 2,559183716966 UAi, o excentricitate de 0,227996013815, o înclinație de 14,425197319216 ° în raport cu ecliptica.